# NGC 4162
NGC 4162 est une galaxie spirale située dans la constellation de la Chevelure de Bérénice. NGC 4162 a été découverte par l'astronome germano-britannique William Herschel en 1785.

## Caractéristiques
La classe de luminosité de NGC 4162 est II-III et elle présente une large raie HI. C'est une galaxie à noyau actif (AGN).

### Distance
Sa vitesse par rapport au fond diffus cosmologique est de 2 878 ± 21 km/s, ce qui correspond à une distance de Hubble de 42,5 ± 3,0 Mpc (∼139 millions d'al).
À ce jour, 19 mesures non basées sur le décalage vers le rouge (redshift) donnent une distance de 36,179 ± 7,968 Mpc (∼118 millions d'al), ce qui est à l'intérieur des valeurs de la distance de Hubble. Notons cependant que c'est avec la valeur moyenne des mesures indépendantes, lorsqu'elles existent, que la base de données NASA/IPAC calcule le diamètre d'une galaxie et qu'en conséquence le diamètre de NGC 4162 pourrait être d'environ 30,9 kpc (∼101 000 al) si on utilisait la distance de Hubble pour le calculer.

## Supernova
Deux supernovas ont été découvertes dans NGC 4162 : SN 1965G et SN 2001hg.

### SN 1965G
Cette supernova a été découverte le 23 mars 1965 par l'astronome allemand Cuno Hoffmeister et par l'astronome mexicain Guillermo Haro. Le type de cette supernova n'a pas été déterminé.

### SN 2001hg
Cette supernova a été découverte le 4 décembre 2001 par les astronomes amateurs américains Tim Puckett et Ajai Sehgal. Cette supernova était de type II.